# Nó de gravata
No caminho de ferro, o nó de gravata é uma forma de construir a linha por forma a esta superar altitude com o menor declive.
Este tipo de construção é sobretudo utilizado em terrenos montanhosos, em que a necessidade de fazer subir a linha em pouco espaço (área) disponível.
Neste tipo de troço, a linha sobe numa curva suave até realizar 360 graus, passando sobre si própria, enquanto ganha altitude.